# Soochow International Plaza
Le Soochow International Plaza est un ensemble de tours jumelles construit en 2014 à Huzhou en Chine. Les deux gratte-ciel, identiques, s'élèvent à 288 mètres pour 50 étages.